# Мигелистские войны
Мигелистские войны , также известные как Либеральные войны, Португальская гражданская война и Война двух братьев — гражданские войны в Португалии в 1828—1834 годах между сторонниками сохранения конституционной монархии, позднее возглавляемых Педру IV, и приверженцами абсолютизма во главе с Мигелом Брагансским и королевой Карлотой Жоакиной.

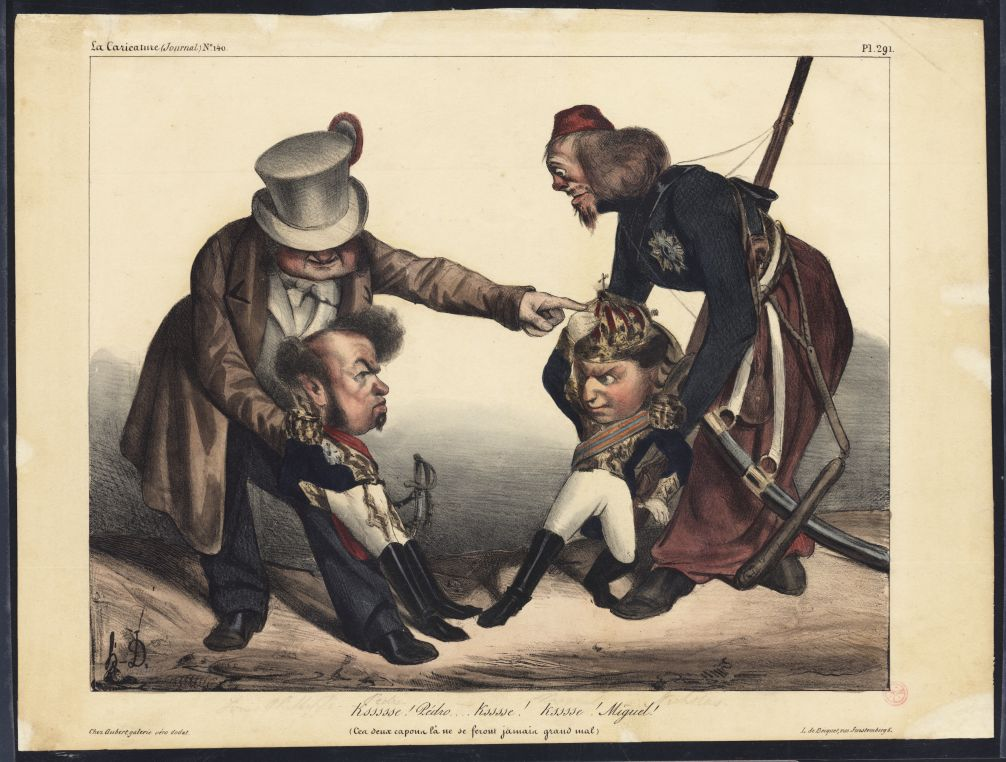
Карикатура, изображающая Педру IV и Мигела I. Оноре Домье.

## Причины войны
После оккупации Португалии Наполеоном в 1807 году идеалы французской революции также пустили корни в Португалии. Сформировалось политическое течение либералов, выступавших за конституционную монархию. Мануэл Фернандеш Томаш был одним из самых ярких его представителей. Во время Либеральной революции 1820 года либерализм добился своего первого крупного успеха в истории страны. В 1821 году Учредительным собранием была принята первая конституция Португалии, утвержденная королем Жуаном VI. Однако сопротивление либерализму оказывали реакционные и консервативные силы, стремившиеся сохранить старую абсолютистскую систему правления. Они называли себя абсолютистами (порт. absolutistas). Большинство иерархов католической церкви также выступало против либерального движения, поскольку либералы также хотели отменить особые права церкви и в целом выступали за антиклерикальную политику.
Антагонизм между либералами и абсолютистами, который характеризовал внутреннюю политику Португалии в то время, также пронизывал королевскую семью. Жена Жуана, королева Карлота Жоакина, и младший сын, принц Мигел, были сторонниками абсолютистов. Еще в 1824 году королева и принц пытались свергнуть короля и восстановить абсолютизм, но это им не удалось. Мигелу пришлось эмигрировать в Австрию, где он подпал под влияние реакционного политика князя Меттерниха, что укрепило его в его абсолютистских взглядах.
В 1826 году, после смерти короля Жуана VI, на португальский престол взошёл старший сын покойного, император Бразилии Педру I (став королём Португалии, принял имя Педру IV). Ни португальцы, ни бразильцы не хотели единой монархии. Младший брат Мигел утверждал, что Педро утратил свои права на трон, провозгласив независимость Бразилии. В апреле 1826 года, чтобы урегулировать спор о престолонаследии, Педро пересмотрел первую конституцию Португалии, принятую в 1822 году, и определил наследование трона за дочерью Марией, которой было семь лет, со своей сестрой Изабель Марией в качестве регента. В Конституционной хартии Португалии Педру попытался примирить абсолютистов и либералов, предоставив обеим фракциям роль в правительстве. Однако абсолютистскую партию помещиков и церковь этот компромисс не удовлетворил, и они продолжали считать Мигела законным наследником престола.
Поскольку Педру не хотел отказываться от бразильской короны, он 5 мая 1826 года отрекся от престола в пользу своей дочери Марии, объявив её невестой Мигела, который отныне назначался регентом, и сам отплыл в Бразилию. Таким образом в феврале 1828 года Мигел вернулся в Португалию якобы для того, чтобы принести присягу на верность Хартии и принять регентство. Его сторонники немедленно провозгласили его королем и настаивали на том, чтобы он вернулся к абсолютизму. Через месяц после своего возвращения, 13 марта, Мигел распустил Палату депутатов и Палату пэров, а в мае созвал традиционные кортесы трех сословий королевства, чтобы объявить о своем присоединении к абсолютной власти. Кортесы 1828 года согласились с желанием Мигела, провозгласив его королем Португалии Мигелем I и аннулировав Конституционную хартию.

## Ход войны
Однако восстановление абсолютизма привело к ряду антиправительственных выступлений либералов. 18 мая гарнизон в Порту, центре португальских прогрессивистов, заявил о своей лояльности Педру, его дочери Марии и Конституционной хартии. Восстание против абсолютистов распространилось на другие города. Мигел I подавил эти восстания, и многие тысячи либералов были либо арестованы, либо бежали в Испанию и Великобританию. Затем последовали пять лет репрессий.
Тем временем в Бразилии обострились отношения между Педру и бразильскими сельскохозяйственными магнатами. В апреле 1831 года Педру отрекся от престола в Бразилии в пользу своего сына Педру II. На рассвете 7 апреля 1831 года Педру, его жена и сопровождающие их люди, включая Марию и единственная оставшаяся на его стороне сестра Ана де Хесус были взяты на борт британского корабля и направились в Европу. 10 июня он прибыл в город Шербур-Октевиль, Франция. В течение следующих нескольких дней корабль курсировал между Францией и Великобританией. Педру встретили достаточно тепло, однако ни одно из правительств не поддержала права его дочери на трон. Бывший император Бразилии оказался в весьма неловком положении, поскольку он де-факто не имел официального статуса ни в императорском бразильском, ни в королевском португальском доме. Тогда 15 июня он принял титул Герцога Браганса как наследник португальского трона. Хотя титул должен был принадлежать не ему, а законному наследнику, Марии, его притязания были многими признаны и поддержаны.
Педру организовал военную экспедицию и отправился на остров Терcейра на Азорских островах, находившийся в руках либералов, чтобы создать правительство в изгнании. Правительство Мигеля блокировало остров, но блокадная эскадра была атакована французской эскадрой во время подготовки к бою на Тежу, когда было захвачено несколько кораблей мигелистов.
В июле 1832 года при поддержке либералов Испании и Англии экспедиция во главе с Педру высадилась недалеко от Порту, в районе Минделу, который покинули мигелисты и где после военных действий, включая битву при Понте-Феррейре, Педру и его соратники были осаждены силами мигелистов почти год. Чтобы защитить британские интересы, военно-морская эскадра под командованием Уильяма Ньюджента Гласкока была отправлена в Дору, где она подверглась обстрелу с обеих сторон.
В июне 1833 года либералы, всё ещё окружённые в Порту, отправили в Алгарви силы под командованием герцога Терсейры при поддержке военно-морской эскадры под командованием Чарльза Нейпира, использовавшего псевдоним «Карлос де Понца». Герцог Терсейра высадился в Фару и 24 июля двинулся на север через Алентежу, чтобы захватить Лиссабон. Тем временем эскадра Нейпира столкнулась с флотом абсолютистов у мыса Сен-Винсент (Кабо-Сан-Висенте) и нанесла ему решительное поражение. Либералы смогли занять Лиссабон, куда Педру двинулся из Порту и отразил осаду мигелистов. Наступил девятимесячный тупик. Испания перешла на другую сторону и стала поддерживать либералов.
В конце 1833 года Мария была провозглашена королевой, а Педру стал регентом. Его первым действием была конфискация имущества всех, кто служил при короле Мигеле. Он также закрыл все религиозные ордена и конфисковал их имущество, что приостановило отношения с Римом почти на восемь лет, до середины 1841 года. Абсолютисты контролировали сельские районы, где их поддерживала аристократия и крестьянство, возбужденное церковью.
Наконец, 16 мая 1834 года произошло сражение при Ассейсейре, в котором педристы победили мигелистов. У абсолютистов всё ещё было 16 000 человек, но они были окружены в Эвора-Монте. 24 мая было объявлено о прекращении огня, а через два дня была подписана Конвенция Эвора-Монте. Мигел должен был официально отказаться от престола в обмен на ежегодную пенсию и покинуть Португалию, чтобы никогда не вернуться. Педру смог восстановить конституцию, но ему не довелось насладиться победой, так как он умер 24 сентября. С победой Педру конституционализм окончательно закрепился в Португалии и не было возврата к абсолютизму.